# سونیک بوم
سونیک بوم (به انگلیسی: SONIC BOOM) پنجمین انیمیشن سریالی از سری بازی های سونیک خارپشت است و داستان آن در جزیره ای اتفاق می افتد که سونیک به همراه دوستان خود تیلز و ناکلز و امی رز و استیکز یک گروه پنج نفره هستند که در خارپشتکده زندگی میکنند و از دهکده در برابر خلافکار ها و حملات دکتر اگمن که قصد تصرف دهکده و جزیره را دارند، محافظت میکنند. این انیمیشن محصول مشترک آمریکا-فرانسه بوده که پخش آن از ۸ نوامبر ۲۰۱۴ در شبکهٔ کارتون نت‌ورک شروع شد و در ۱۸ نوامبر ۲۰۱۷ به پایان رسید‌.

## شخصیت ها
شخصیت ها به ترتیب از سمت راست،تیلز روباه،امی رز،سونیک خارپشت،ناکلز اکیدنا،استیکز گورکن
۱-سونیک خارپشت با صداپیشگی راجر اسمیت، یک خارپشت آبی رنگ خوش قلب و مهربان و گهگاهی شوخ طبع هست که با دوستان خود در خارپشت کده زندگی میکند. قدرت سونیک سرعت مافوق صوت و حرکات رزمی و چرخشی همانند توپ است.
۲-مایلز "تیلز"پراور با صداپیشگی کالین اوشاگنسی یک روباه زرد رنگ دو دم بسیار باهوش و مهربانی هست که دستیار و همچنین بهترین دوست سونیک هست.او خلبان هواپیمای سونیک است و بیشتر وقتش را در کارگاه مخصوص خود می گذراند و در کار هایی همانند ساخت وسایل مکانیکی و تعمیرات هواپیما و ربات تخصص دارد. و قدرت او پرواز کردن به وسیله ی دم هایش است.
۳-ناکلز اکیدنا با صداپیشگی تراویس ویلینگهام یک نوع مورچه‌خورک قرمز رنگ هست که شخصیتی ساده لو و خنگی دارد ولی در این میان گاهی اوقات حرف ها و فکر های هوشمندانه ای میکند که همه به خنگ بودنش شک میکنند او بسیار قدرتمند هست و بازو ها و ماهیچه های قدرتمندی دارد. قدرت او مشت هایش هست که با زدن بر روی زمین انفجار درست میکند.
۴-امی رز با صداپیشگی سیندی رابینسون یک خارپشت صورتی رنگ دل نازک و مهربان و خوش قلبی هست که دوست و هم تیمی سونیک است و بسیار به سونیک علاقه دارد ولی نمی‌تواند ابراز علاقه اش را به سونیک بیان کند. قدرت او چکش بزرگی است که از آن برای دفاع کردن از خود و دوستانش استفاده میکند
۵- استیکز گورکن با صداپیشگی نیکا فاترمن یک گورکن بداخلاق و سمج و غرغرو و بدبینی است که مدام فکر های عجیب غریبی میکند، برای مثال فکر میکند که هر لحظه ممکن هست که بیگانگان و شیاطین به دهکده حمله کنند. قدرت او بومرنگی هست که همراه خود دارد.
۶-  رباتنیک" دکتر اگمن" با صداپیشگی مایک پولاک یک دانشمند چاق دیوانه هست که ضریب هوشی بسیار بالایی دارد و دارای مدرکPHD هست او در ساخت ربات و وسایل الکترونیکی و مکانیکی مهارت ویژه ای دارد هدف او از ساخت این همه ربات های مختلف شکست دادن سونیک و تسلط پیدا کردن بر کل دهکده و جزیره هست ولی همیشه توسط سونیک و دوستانش شکست میخورد.
۷-اوربات با صداپیشگی کرک تورنتون یکی از ربات های مستخدم اگمن هست که در کار ها به  اگمن کمک میکند و بسیار باهوش است.
۸- کیوبات با صداپیشگی والی وینگرت یکی دیگر از ربات های مستخدم  اگمن است که بر خلاف اوربات باهوش نیست و همیشه خنگ بازی در میاورد.
۹-شدو خارپشت با صداپیشگی کرک تورنتون یک خارپشت سیاه با خط های قرمز رنگ است که بسیار سریع و چابک و فوق العاده قدرتمند است او رقیب سرسخت سونیک است و هدفش این است که سونیک را شکست دهد.
۱۰-وکتور تمساح با صداپیشگی کیس سیلورستاین یک تمساح کاراگاه هست که بسیار به کارآگاهی و پول علاقه دارد او تنها در دو قسمت این انیمیشن حضور داشت.
۱۱- خانم وارس با صداپیشگی بیل فریبرجر یک اسب ابی ماده هست که مداوم با تیکه کلام معروفش "" مای بیبی"" (بچه ام) باعث دردسر خودش و سونیک میشود.
۱۲-شامپانزه ی کمدین با صداپیشگی بیل فریبرجر یک شامپانزه ی کمدین است که با برنامه های کمدی و اجرایی اش در صحنه و تلویزیون باعث خنده ی اهالی دهکده میشود.
از دیگر شخصیت های این انیمیشن میتوان به دیوید رستوران دار و زوویی روباه و مورفو (استیو اگمن) و انجمن خلافکار ها و آگ قورباغه و دی فکت و ربات دوست و..... اشاره کرد.

## بازی های ویدیویی و اندروید
سونیک بوم بر اساس سه بازی ویدیویی ساخته شده است که عبارت هست از
۱-سونیک بوم ظهور لیریک ۲۰۱۴
۲-سونیک بوم کریستال شکسته ۲۰۱۵
۳-سونیک بوم یخ و آتش ۲۰۱۶
همچنین یک بازی اندروید به نام سونیک دش ۲ بوم بر اساس سونیک بوم ساخته شده است.

## داستان
امتیاز =۷/۱۰ 
سونیک بوم پنجمین انیمیشن سریالی از سری بازی های سونیک خارپشت است که با همکاری سگا و شبکه ی کارتون نت ورک و شرکت محصولات انیمیشن تکنی کالر و ouido و ساخته شده است. ماجرای بیشتر قسمت ها مستقل بوده هرچند که بعضی از قسمت ها به قسمت های بعدی این مجموعه مرتبط است. این داستان در جزیره ای اتفاق می افتد که سونیک به همراه دوستان خود تیلز و ناکلز و اِمی و استیکز یک گروه پنج نفره هستند که در دهکده ی خارپشت کده زندگی میکنند و وظیفه آنها محافظت کردن از دهکده در برابر خلافکار ها و حملات  اگمن که قصد تصرف دهکده و جزیره را دارد،است. این جزیره ی بزرگ دارای سواحل و درختان بزرگ و کوه ها و کویر های بزرگ و دریاچه های پراکنده می باشد. که ماجراهای مختلفی را به وجود می آورد. این انیمیشن برای سه فصل ۵۲ قسمتی برنامه ریزی شده بود که تنها دو فصل آن ساخته شد و به نظر نمی‌رسد که فصل سوم آن ساخته شود.

## واکنش ها
| Year | نام جایزه                                    | عنوان جایزه                                        | نامزد              | نتیجه    |  |
| ---- | -------------------------------------------- | -------------------------------------------------- | ------------------ | -------- |  |
| 2016 | جشنواره جهانی فیلم انیمیشن                   | بهترین انیمیشن                                     | مارلین شارپ        | نامزدشده |  |
| 2017 | Chico Independent Film Festival              | بهترین انیمیشن                                     | ناتالیس روت-سیوزاک | برنده    |  |
| 2017 | بهترین انیمیشن سریالی فرانسه                 | بهترین انیمیشن سریالی                              | سونیک بوم          | برنده    |  |
| 2017 | منتخب جشنواره بهترین کارتون و انیمیشن سریالی | بهترین انیمیشن سه بعدی کامپوتری گروه کودک و نوجوان | سونیک بوم          | برنده    |  |

## فصل ها
لیست قسمت های سونیک بوم
| فصل | قسمت‌ها | قسمت‌ها | تاریخ اصلی روی آنتن رفتن                    | تاریخ اصلی روی آنتن رفتن                      | تاریخ اصلی روی آنتن رفتن                         |
| فصل | قسمت‌ها | قسمت‌ها | اولین بار                                   | آخرین بار                                     | شبکه                                             |
| --- | ------ | ------ | ------------------------------------------- | --------------------------------------------- | ------------------------------------------------ |
| ۱   | 52     | 52     | ۸ نوامبر ۲۰۱۴ (U.S.)۱۴ نوامبر ۲۰۱۴ (France) | ۱۴ نوامبر ۲۰۱۵ (U.S.)۲۰ سپتامبر ۲۰۱۵ (France) | کارتون نت ورک (آمریکا)Canal J Gulli {{smal (e)}} |
| ۲   | 52     | 52     | ۲۹ اکتبر ۲۰۱۶ (U.S.)۸ آوریل ۲۰۱۷ (France)   | ۱۸ نوامبر ۲۰۱۷ (U.S.)۹ مارس ۲۰۱۸ (France)     | Boomerang (U.S.)Canal J Gulli (France)           |

## دوبله و پخش
در ابتدا چهار قسمت آن همراه با تیکه هایی از قسمت های این مجموعه توسط دوبلاژ راویونال در آپارات دوبله شد. و بعد دوبلاژ هنر نمای پارسیان به سفارش سایت فیلمو فصل اول این مجموعه را با مدیریت اشکان صادقی دوبله کرد.
شبکه ی نهال هم برخی از قسمت های فصل اول و دوم سونیک بوم را با نام سونیک با مدیریت شیلا آژیر از روز ۸ خرداد در روز های پنج شنبه و جمعه بر روی آنتن برد. کانال آپاراتی دوبلاشادی نیز بخش هایی از آن را فارسی سازی کرد.